# Асами Сато
Асами Сато (англ. Asami Sato) — одна из главных героинь мультсериала «Аватар: Легенда о Корре». Премьера мультсериала состоялась в 2012 году.
Асами Сато — дочь богатого промышленника Хироши Сато, ставшая неотъемлемой частью Команды Аватара. Она прожила всю свою жизнь в роскоши, но при этом имеет упрямый и иногда жёсткий характер, часто участвует в гонках. Также она является страстной поклонницей Турнира магов и посещает каждый матч. Асами — член команды Аватара, вместе с Коррой, Мако и Болином. На протяжении первой книги «Воздух» и некоторых серий второй книги «Духи» была девушкой Мако. В конце четвёртой книги «Равновесие» начала романтические отношения с Аватаром Коррой, что было подтверждено авторами сериала.

## Биография

### Ранняя жизнь
Асами родилась в 152 году ПГ. Когда ей было шесть лет, её мать убили члены Триады Агни Кай во время нападения на поместье Сато. («Голос в ночи») После случившегося Асами даже не подозревала о ненависти своего отца к магам. Хироши сделал всё, чтобы его дочь могла постоять за себя. Асами получала лучшие уроки по самообороне, которые можно было купить, стала экспертом в вождении (так как на территории поместья тестировали сатомобили), а также являлась большой поклонницей Турнира магов.

### Первое появление
Асами впервые появляется в сериале в 4-м эпизоде первого сезона «Голос в ночи», где она встречает Мако, сбив его своим мопедом. Узнав в нем капитана команды магов-спортсменов «Огненные хорьки», она приглашает его на ужин в качестве извинения.